# Xenochironomus xenolabis
Xenochironomus xenolabis är en tvåvingeart som först beskrevs av Jean-Jacques Kieffer 1916.  Xenochironomus xenolabis ingår i släktet Xenochironomus och familjen fjädermyggor. Inga underarter finns listade i Catalogue of Life.